# Lijst van Nederlandse deelnemers aan de Paralympische Winterspelen 1992
Deze lijst van Nederlandse deelnemers aan de Paralympische Winterspelen 1992 in Tignes-Albertville. geeft een overzicht van de sporters die zich hebben gekwalificeerd voor de Spelen.
| Paralympiër     | Sport              | Onderdeel                                                                        | Ervaring   |
| --------------- | ------------------ | -------------------------------------------------------------------------------- | ---------- |
| Karel Hanse     | Alpineskiën        | Afdaling Klasse LW2 Slalom Klasse LW2                                            | 3de Spelen |
| Martijn Wijsman | Alpineskiën        | Reuzenslalom Klasse LW2 Afdaling Klasse LW2 Slalom Klasse LW2                    | Debutant   |
| Robert Reijmers | Alpineskiën        | Reuzenslalom Klasse LW11 Afdaling Klasse LW11 Slalom Klasse LW11                 | Debutant   |
| Thea Bongers    | Alpineskiën        | Reuzenslalom Klasse LW2 Afdaling Klasse LW2 Slalom Klasse LW2 Super G Klasse LW2 | Debutant   |
| Wiel Bouten     | Alpineskiën        | Reuzenslalom Klasse LW2                                                          | 3de Spelen |
| Jan Visser      | Biatlon Langlaufen | 7.5 km Klasse B2-3 10 km Klasse B2 30 km Klasse B2                               | 3de Spelen |
| Tineke Hekman   | Langlaufen         | 5 km Klasse B1 10 km Klasse B1                                                   | 3de Spelen |